# Picapleitos
Un picapleitos es un término del argot para el abogado malo, indocto o poco entregado, alguien que actúa de una manera insuficiente o no actúa ni prosigue los pleitos y que por ello posee mala reputación. Por extensión, denomina al abogado falto de deontología (ética profesional) o abiertamente deshonesto en la práctica del derecho. Tiene un marcado carácter despectivo.Pleitista es un sinónimo del término, y tiene un significado afín a palabras como leguleyo, rábula, buscapleitos, tinterillo o abogado de secano.

## Etimología
En español la palabra es compuesta y define a aquel que no profundiza en ningún pleito a causa de su ignorancia o temor a perderlo o a meter la pata, sino que se limita a empezarlo y a dar largas como charlatán a los clientes hasta que le viene otro, en que hace lo mismo: hacer como que hace. En inglés su equivalente es shyster, un vocablo del slang, con etimología controvertida.